# 문 섀도우
《문 섀도우》(영어: In the Shadow of the Moon)는 미국에서 제작된 짐 미클 감독의 2019년 스릴러, SF, 범죄, 미스터리 영화이다. 보이드 홀브룩 등이 주연으로 출연하였고 라이언 캐힐 등이 제작에 참여하였다.

## 출연

### 주연
- 보이드 홀브룩 : 로크 역

### 조연
- 마이클 C. 홀 : 홀트 역
- 보킴 우드바인 : 매드독스 역
- 사라 더그데일 : 에이미 역 (18세 / 27세)
- 클레오파트라 콜먼 : 리아 역

## 기타
- 기획 : 조슈아 호스필드, 애런 바넷